# Амакиги великий
Амакиги великий (Viridonia sagittirostris) — вимерлий вид горобцеподібних птахів родини в'юркових (Fringillidae). Зник на початку ХХ століття.

## Поширення та вимирання
Ендемік Гавайських островів. Вид був поширений на острові Гаваї. Був знайдений лише вздовж річки Вайлуку в місцевості Хіло. Мешкав у густому вологому лісі охіа на висоті 152—1220 м. Він був відкритий у 1892 році, а востаннє його спостерігали у 1901 році.
Вважається, що птах вимер, коли землю, на якій жила єдина популяція, перетворили на плантацію цукрової тростини. Після того, як землю навколо Хіло розчистили в 1901 році, птаха більше ніколи не помічали.

## Опис
Його довжина становила 15—16 см. Великий амакиги був дуже схожий зовні на інших амакиги, від яких він відрізнявся головним чином більшим розміром і світлим, а не чорним дзьобом.
Забарвлення цих птахів було переважно оливково-зеленим, світлішим із жовтуватим відтінком на горлі, грудях і животі та темнішим на лобі, тімені, потилиці, крилах (де воно набувало коричневих тонів), спині та хвості. Статевий диморфізм не дуже виражений: у самиць були тьмяніші кольори та менш виражена черевна жовтизна (переважно на рівні голови): в обох статей дзьоб був кольору слонової кістки, ноги були чорними (хоча деякі автори повідомляють про забарвлення синє, яке швидко перетворювалося в чорне після смерті тварини), а очі були темно-карими.